# Planetologija
Planetologija je znanost o planetima, mjesecima i planetarnim sustavima, posebice onome u Sunčevu sustavu. Ona proučava objekte veličine od mikrometeorida do plinovitih divova s ciljem određivanja njihova sastava, dinamike, formacije, međuodnosa i povijesti. Ona je snažno interdisciplinarno polje koje originalno potječe iz astronomije i geoznanosti, te danas inkorporira mnoge discipline uključujući planetarnu astronomiju, planetarnu geologiju (zajedno s geokemijom, geofizikom i geomorfologijom s primjenom na planete), aerologiju, teoretsku planetologiju, te istraživanje ekstrasolarnih planeta. Srodne su joj discipline svemirska fizika, kada se govori o učincima Sunca na tijela Sunčeva sustava, te astrobiologija.
U planetologiji postoje međusobno povezane opservacijske i teoretske grane. Opservacijska istraživanja uključuju kombinaciju svemirskih istraživanja, pretežito misija robotskih svemirskih letjelica koje se koriste daljinskim istraživanjima, te komparativnog, laboratorijskog rada u zemaljskim laboratorijima. Teoretska komponenta uključuje značajan dio računalne simulacije i matematičkog modeliranja.
Planetolozi obično rade na astronomskim i fizičkim ili geoznanstvenim odsjecima sveučilišta ili istraživačkih centara, iako postoji nekoliko čisto planetoloških instituta diljem svijeta. Svake godine se održava nekoliko većih konferencija te se objavljuje širok raspon stručnih časopisa.  Neki planetolozi rade u privatnim istraživačkim centrima i često pokreću partnerske istraživačke zadatke.

## Povijest
Za povijest planetologije može se reći da je započela sa starogrčkim filozofom Demokritom koji je prema Hipolitu izjavio:
"Uređeni su svjetovi bezgranični i različite veličine, a u nekima ne postoji niti sunce niti mjesec, dok su u drugima oni mnogo veći nego kod nas, a zajedno s drugima mnogobrojniji. I da intervali između uređenih svjetova nisu jednaki, ovdje više a ondje manje, neki se povećavaju, drugi cvjetaju, treći se raspadaju, dok ovdje oni nastaju, ondje odlaze u sjenu. Ali to da budu razoreni sudarajući se jedni s drugima. I da su neki uređeni svjetovi ogoljeni bez životinja i biljaka i sve vode."
U modernim vremenima planetologija je nastala u astronomiji iz stuija neriješenih planeta. U tom smislu originalni planetarni astronom bio bi Galileo koji je otkrio četiri najveća Jupiterova mjeseca, planine na Mjesecu, prvi uočio Venerine mijene, te prvi promatrao Saturnove prstenove, što su sve objekti kasnijih istraživanja. Napredak u konstrukciji teleskopa i instrumentalnoj rezoluciji postupno je omogućila rastuću identifikaciju atmosferskih i površinskih detalja planeta. Mjesec je u početku bio najbolje istraženo nebesko tijelo jer je uvijek pokazivao detalje na svojoj površini zbog svoje blizine Zemlji, a tehnološka poboljšanja postupno su stvarala detaljnije lunarno geološko znanje. U tom znanstvenom procesu glavni su instrumenti bili astronomski optički teleskopi (te kasnije radioteleskopi) i konačno robotske istraživačke svemirske letjelice.
Solarni sustav sada je relativno dobro proučen, a također postoji sveukupno dobro razumijevanje formacije i evolucije ovog planetarnog sustava. Ipak, postoji velik broj neriješenih pitanja, a stopa novih otkrića je vrlo visoka djelomično zbog velikog broja interplanetarnih svemirskih letjelica koje trenutačno istražuju Sunčev sustav.

## Discipline

### Planetarna astronomija
Planetarna astronomija specifično je polje unutar astronomije koje se usredotočuje na planetarne sustave i srodne objekte, poput prirodnih satelita i asteroida. Ovo je istovremeno opservacijska i teoretska znanost. Opservacijski istraživači predominantno se bave proučavanjem malenih tijela Sunčeva sustava: onih koji se mogu opservirati teleskopima, optičkim ili radijskim, tako da se mogu determinirati karakteristike ovih tijela kao što su oblik, spin, površinski materijali i erozija, te razumjeti povijest njihove formacije i evolucije.
Teoretska planetarna astronomija bavi se dinamikom: aplikacijom principa nebeske mehanike na Sunčev sustav i ekstrasolarne planetarne sustave.

### Planetarna geologija
Više informacija: geologija solarnih terestričkih planeta
Najpoznatiji istraživačke teme planetarne geologije bave se planetarnim tijelima u neposrednoj blizini Zemlje: Mjesecom, te dvama susjednim planetima: Venerom i Marsom. Od njih prvi je proučen Mjesec uporabom metoda prethodno razvijenih na Zemlji.

#### Geomorfologija
Geomorfologija proučava obilježja na planetarnim površinima i rekonstruira povijest njihove formacije zaključujući o fizičkim procesima koji su djelovali na površini. Planetarna geomorfologija uključuje proučavanje nekoliko razreda površinskih obilježja:
- udarna obilježja (višeprstenasti bazeni, krateri)
- vulkanska i tektonska obilježja (tokovi lave, fisure, brazde)
- ledenjačka obilježja
- svemirska erozija - erozijski efekti generirani oštrom okolinom svemira (kontinuirano bombardiranje mikrometeoritima, visokoenergetska čestična kiša, impaktirano vrtlarstvo). Primjerice, tanak pokrov prašine na površini lunarnog regolita rezultat je bombardiranja mikrometeorita.
- Hidrološka obilježja: tekućina može biti sastavljena od vode do ugljikovodika i amonijaka ovisno o lokaciji u Sunčevu sustavu.

Povijest planetarne površine može se dešifrirati kartiranjem obilježja od vrha prema dnu prema njihovoj depozicijskoj sekvenciji kao što je to na terestričkim slojevima prvi učinio Nicolas Steno. Primjerice, stratigrafsko kartiranje pripremilo je astronaute s Apolla za polje geologije koje su susreli na svojim lunarnim misijama. Preklapajuće sekvencije identificirane su na slikama koje su snimljene u programu Lunar Orbiter, a zatim su korištene za pripremu lunarne stratigrafske kolumne i geološke karte Mjeseca.

#### Kozmokemija, geokemija i petrologija
Glavni članci: kozmokemija, geokemija i petrologija
Jedan od glavnih problema pri stvaranju hipoteza o formaciji i evoluciji objekata u Sunčevu sustavu jest nedostatak uzoraka koji se mogu analizirati u laboratoriju gdje je dostupan velik broj alata, te čitav korpus znanja proistekao iz terestričke geologije. Na sreću izravni uzorci s Mjeseca, asteroida i Marsa prisutni su na Zemlji tako što su napustili svoja izvorna tijela i dospjeli na nju u obliku meteorita. Neki su pretrpjeli kontaminaciju zbog oksidirajućeg efekta Zemljine atmosfere i infiltraciju biosfere, no meteoriti prikupljeni u proteklih nekoliko desetljeća s Antarktike gotovo su u potpunosti izvorni.
Različiti tipovi meteorita koji potječu iz asteroidnog pojasa pokrivaju gotovo sve dijelove strukture diferenciranih tijela: postoje čak meteoriti koji dolaze s granice jezgre i omotača (palaziti). Kombinacija geokemije i opservacijske astronomije također je učinila mogućim praćenje HED meteorita do specifičnog asteroida u glavnom pojasu, 4 Vesta.
Relativno malo poznatih Marsovskih meteorita pružilo je uvid u geokemijski sastav Marsovske kore, iako je neizbježan nedostatak informacija o njihovim točkama podrijetla na raznolikoj Marsovskoj površini značio da oni ne pružaju detaljnije prepreke teorijama evolucije Marsovske litosfere. Do 2008. godine identificirano je oko 50 Marsovskih meteorita.
Tijekom ere Apolla, u programu Apollo prikupljeno je i na Zemlju transportirano 384 kilograma lunarnih uzoraka, a 3 sovjetska robota Luna također je donijelo uzorke regolita s Mjeseca. Ovi uzorci pružaju obuhvatniji zapis o sastavu bilo kojeg tijela u Sunčevu sustavu osim Zemlje. Do 2008. godine bilo je poznato oko 100 parnih lunarnih meteorita.

#### Geofizika
Glavni članci: geofizika i svemirska fizika
Svemirske sonde omogućile su prikupljanje podataka ne samo vidljive u vidljivom spektru, već i u ostalim područjima elektromagnetskog spektra. Planeti se mogu karakterizirati prema poljima sile: gravitaciji i njihovim magnetskim poljima koje proučavaju geofizika i svemirska fizika.
Mjerenje promjena u akceleraciji svemirske letjelice u orbiti omogućilo je kartiranje finih detalja o gravitacijskim poljima planeta. Primjerice, u 1970-ima smetnje u gravitacijskom polju iznad lunarnih mora mjerili su lunarni orbiteri što je dovelo do otkrića o masenim koncentracijama, maskonima, ispod bazena Imbrium, Serenitatis, Crisium, Nectaris i Humorum.
Ako je planetarno magnetsko polje dovoljno snažno, njegova interakcija sa solarnim vjetrom formira magnetosferu oko planeta. Rane svemirske sonde otkrile su ogromne dimenzije terestričkog magnetskog polja koje se prostire oko 10 Zemljinih radijusa prema Suncu. Solarni vjetar, tok nabijenih čestica, kreće se izvan i oko terestričkog magnetskog polja i nastavlja se iza magnetskog repa, stotinama Zemljinih radijusa niz smjer širenja. Unutar magnetosfere postoje relativno guste regije čestica solarnog vjetra što se naziva Van Allenovim radijacijskim pojasima.

### Atmosferska znanost
Glavni članci: atmosferska znanost i globalni klimatski model
Atmosfera je važna tranzicijska zona između solidne planetarne površine i viših razrijeđenih ionizirajućih i radijacijskih pojaseva. Nemaju svi planeti atmosferu: postojanje atmosfere ovisi o masi planeta, te udaljenosti planeta od Sunca – na velikim udaljenostima pojavljuju se smrznute atmosfere. Osim četiriju plinovitih divovskih planeta, gotovo svi terestrički planeti (Zemlja, Venera i Mars) imaju poprilične atmosfere. Dva mjeseca imaju također značajne atmosfere: Saturnov mjesec Titan i Neptunov mjesec Triton. Tanka atmosfera postoji oko Merkura.
Efekti stope rotacije planeta oko svoje osi mogu se vidjeti u atmosferskim tokovima i strujama. Viđeni iz svemira ova se obilježja prikazuju kao pojasi i vrtlozi u sustavu oblaka, te se posebice vide na Jupiteru i Saturnu.

## Komparativna planetologija
Planetologija često koristi metodu usporedbe radi boljeg razumijevanja predmeta istraživanja. To može uključivati usporedbu gustih atmosfera Zemlje i Saturnova mjeseca Titana, evoluciju objekata vanjskog Sunčeva sustava na različitim udaljenostima od Sunca ili geomorfologiju površina terestričkih planeta.
Glavna usporedba koja se može napraviti jest ona s obilježjima na Zemlji jer su ona mnogo pristupačnija i omogućuju vršenje mjerenja puno većih razmjera. Analogni studiji Zemlje posebice su uobičajeni u planetarnoj geologiji, geomorfologiji te također atmosferskoj znanosti.

## Profesionalna aktivnost

### Časopisi
- Icarus
- Journal of Geophysical Research—Planets
- Earth and Planetary Science Letters
- Geochimica et Cosmochimica Acta
- Meteoritics and Planetary Science

### Profesionalna tijela
- Odjel za planetologiju (DPS) Američkog astronomskog društva
- Meteoritsko društvo
- Europlanet

### Glavne konferencije
- Lunar and Planetary Science Conference (LPSC), u organizaciji Lunarnog i planetarnog instituta iz Houstona. Održava se svake godine u ožujku od 1970.
- Meteoritsko društvo godišnji susret koji se održava tijekom ljeta na sjevernoj hemisferi naizmjenično u Sjevernoj Americi i Europi.
- Europski kongres planetologije (EPSL), održava se svake godine oko rujna negdje u Europi.
- DPS godišnji susret koji se održava oko listopada na različitoj lokaciji svake godine uglavnom u središnjem dijelu SAD-a.

Manje radionice i konferencije o pojedinim poljima zbivaju se diljem svijeta kroz čitavu godinu.

### Glavne institucije
Ovaj nedovršeni popis uključuje one institucije i sveučilišta s glavnim grupama ljudi koji rade u planetologiji.
- Europska svemirska agencija
- NASA: značajan broj istraživačkih grupa uključujući JPL, GSFC, Ames
- Lunarni i planetarni institut
- Lunarni i planetarni laboratoriji na Sveučilištu u Arizoni
- UCLA
- Caltechov odjel za geologiju i planetologiju
- Planetarna geoznanstvena grupa Brownova sveučilišta  Arhivirana inačica izvorne stranice od 10. listopada 2009. (Wayback Machine)
- Centar za planetarna istraživanja (Sveučilište u Kopenhagenu)
- Sveučilište u centralnoj Floridi - Planetološka grupa

## Terminologija
Kada se pojedina disciplina bavi istraživanjem samo jednog nebeskog tijela onda se koristi specijalizirani termin prikazan u donjoj tablici (trenutačno su u uobičajenoj uporabi samo heliologija, geologija, selenologija i areologija):
| Tijelo   | Planetologija   | Etimologija           |
| -------- | --------------- | --------------------- |
| Sunce    | heliologija     | grčki Helije          |
| Merkur   | hermeologija    | grčki Hermes          |
| Venera   | citerologija    | grčki Afrodita        |
| Zemlja   | geologija       | grčki Gaja            |
| Mjesec   | selenologija    | grčki Selena          |
| Mars     | areologija      | grčki Ares            |
| Ceres    | demeterologija  | grčki Demetra         |
| Jupiter  | zenologija      | grčki Zeus            |
| Saturn   | kronologija     | grčki Kron            |
| Uran     | uranologija     | grčki/latinski Uran   |
| Neptun   | posejdologija   | grčki Posejdon        |
| Pluton   | hadeologija     | grčki Had             |
| Haumea   | haumeaologija   | polinezijski Haumea   |
| Makemake | makemakeologija | polinezijski Makemake |
| Erida    | eridologija     | grčki Erida           |

## Osnovni koncepti
- Asteroid
- Ekstrasolarni planeti
- Ekvatorijalno ispupčenje
- Geofizika
- Kometi
- Kuiperov pojas
- Ledeni mjeseci
- Magnetosfera
- Nebeska mehanika
- Planet
- Planetarna diferencijacija
- Planetarni sustav
- Plinoviti div
- Potres
- Precesija
- Sinkrona rotacija
- Smeđi patuljak
- Svemirska erozija
- Svemirska meteorologija
- Sunce
- Terestrički planeti
- Zvjezdani sustav
- Chamberlin–Moultonova planetezimalna hipoteza
- Planetna migracija
- Planetezimal
- Protoplanet

## Preporuka za čitanje
- Basilevsky, A. T.,& J. W. Head (1995): Regional and global stratigraphy of Venus: a preliminary assessment and implications for the geological history of Venus Planetary and Space Science 43/12, pp. 1523-1553
- Basilevsky, A. T.,& J. W. Head (1998): The geologic history of Venus: A stratigraphic view JGR-Planets Vol. 103, No. E4, p. 8531
- Basilevsky, A. T.,& J. W. Head (2002): Venus: Timing and rates of geologic activity Geology; November 2002; v. 30; no. 11; p. 1015–1018;
- Frey, H. V., E. L. Frey, W. K. Hartmann & K. L. T. Tanaka (2003): Evidence for buried "Pre-Noachian" crust pre-dating the oldest observed surface units on Mars Lunar and Planetary Science XXXIV 1848
- Gradstein, F. M., James G. Ogg, Alan G. Smith, Wouter Bleeker & Lucas J. Lourens (2004): A new Geologic Time Scale, with special reference to Precambrian and Neogene Episodes, Vol. 27, no. 2.
- Hansen V. L. & Young D. A. (2007): Venus's evolution: A synthesis. Special Paper 419: Convergent Margin Terranes and Associated Regions: A Tribute to W.G. Ernst: Vol. 419, No. 0 pp. 255–273.
- Hartmann, W. K. & Neukum, G. (2001): Cratering Chronology and the Evolution of Mars. Space Science Reviews, 96, 165–194.
- Hartman, W. K. (2005): Moons and Planets. 5th Edition. Thomson Brooks/Cole.
- Head J. W. & Basilevsky, A. T (1999): A model for the geological history of Venus from stratigraphic relationship: comparison geophysical mechanisms LPSC XXX #1390
- Mutch T.A., Arvidson R., Head J., Jones K.,& Saunders S. (1977): The Geology of Mars Princeton University Press
- Offield, T. W. &  Pohn, H. A. (1970): Lunar crater morphology and relative-age determiantion of lunar geologic units U.S. Geol. Survey Prof. Paper No. 700-C. pp. C153-C169. Washington;
- Phillips, R. J., R. F. Raubertas, R. E. Arvidson, I. C. Sarkar, R. R. Herrick, N. Izenberg, and R. E. Grimm (1992): Impact craters and Venus resurfacing history, J. Geophys. Res., 97, 15,923-15,948
- Scott, D. H. & Carr, M. H. (1977): The New Geologic Map of Mars (1:25 Million Scale). Technical report.
- Scott, D. H. & Tanaka, K. L. (1986): Geological Map of the Western Equatorial Region of Mars (1:15,000,000), USGS.
- Shoemaker, E.M., & Hackman, R.J., (1962):, Stratigraphic basis for a lunar time scale, in *Kopal, Zdenek, and Mikhailov, Z.K., eds., (1960): The Moon — Intern. Astronom. Union Symposium 14, Leningrad, 1960, Proc.: New York, Academic Press, p. 289- 300.
- Spudis, P.D. & J.E. Guest, (1988):. Stratigraphy and geologic history of Mercury, in Mercury, F. Vilas, C.R. Chapman, and M.S. Matthews, eds., Univ. of Arizona Press, Tucson, pp. 118-164.
- Spudis, P. D.&  Strobell, M. E. (1984): New Identification of Ancient Multi-Ring Basins on Mercury and Implications for Geologic Evolution. LPSC XV, P. 814-815
- Spudis, P. (2001): The geological history of mercury. Mercury: Space Environment, Surface, and Interior, LPJ Conference, #8029.
- Tanaka K. L. (ed.) (1994): The Venus Geologic Mappers’ Handbook. Second Edition. Open–File Report 94-438 NASA.
- Tanaka K. L. 2001: The Stratigraphy of Mars LPSC 32, #1695, http://www.lpi.usra.edu/meetings/lpsc2001/pdf/1695.pdf
- Tanaka K. L. & J. A. Skinner (2003): Mars: Updating geologic mapping approaches and the formal stratigraphic scheme. Sixth International Conference on Mars #3129
- Wagner R. J., U. Wolf, & G. Neukum (2002): Time-stratigraphy and impact cratering chronology of Mercury. Lunar and Planetary Science XXXIII 1575
- Wilhelms D. E. (1970): Summary of Lunar Stratigraphy — Telescopic Observations. U.S. Geol. Survey Prof. Papers No. 599-F., Washington;
- Wilhelms D. (1987): Geologic History of the Moon, US Geological Survey Professional Paper 1348, http://ser.sese.asu.edu/GHM/
- Wilhelms D. E.& McCauley J. F. (1971): Geologic Map of the Near Side of the Moon. USGS Maps No. I-703, Washington;

## Više informacija
- Teoretska planetologija
- Primijenjena planetologija
- Planetarna kartografija

## Vanjske poveznice
- Planetary Science Research Discoveries (članci)
- The Planetary Society  Arhivirana inačica izvorne stranice od 3. studenoga 2005. (Wayback Machine) (najveća svemirska interesna grupa na svijetu: više informacija na njihovu novinskom blogu)
- Planetary Exploration Newsletter  Arhivirana inačica izvorne stranice od 12. ožujka 2021. (Wayback Machine)
- Women in Planetary Science (profesionalna mreža i vijesti)